# Булава (БпЛА)
Булава (експортна назва Mace) — український дрон-камікадзе середньої дальності, розроблений українською компанією UAC. Представлений на міжнародній виставці Eurosatory 2024 у Парижі.

## Опис
«Булава» — це український ударний безпілотник, який є аналогом російського ланцета, маючи такий ж розмах крил у виді Х. розроблений для високоточної ліквідації цілей. Його оснащено оптичною станцією з тепловізійними каналами, що дозволяє працювати вдень і вночі, а також сучасними технологіями машинного зору для виявлення цілей навіть за умов поганої видимості.
Дрон може діяти під керівництвом оператора, автономно за координатами, або в парі з іншим безпілотником. Він стійкий до засобів радіоелектронної боротьби противника та здатний використовувати ретрансляцію сигналу для збільшення радіусу дії. «Булава» успішно застосовувалася для знищення російської техніки, включаючи зенітні установки та танки, демонструючи свій новий потенціал у сучасних військових операціях

## Харектеристики
За даними Мілітарного:
- Бойовий радіус — 60 км;
- Вага БпЛА — 11 кг;
- Вага бойової частини — 3.6 кг;
- Тривалість польоту — 50 хв;
- Крейсерська швидкість — 100 км/год.